# Лондонское соглашение
Лондонское соглашение — документ из 22 статей, регламентирующий условия проведения матчей на первенство мира по шахматам среди мужчин. Составлено и подписано чемпионом мира X. Р. Капабланкой и несколькими сильнейшими шахматистами мира того времени — А. Алехиным, Е. Боголюбовым, М. Видмаром и А. Рубинштейном во время проведения Лондонского международного турнира 1922 (отсюда название).
Основные пункты Лондонского соглашения:
1. матч играется до 6 выигранных партий (ничьи не засчитываются);
2. игра проводится 6 раз в неделю, 5 часов каждый день без перерыва. В ходе матча каждый участник имеет право на 3 свободных дня;
3. контроль игрового времени — 2½ часа на 40 ходов;
4. арбитр назначается по взаимному согласию соперников;
5. чемпион мира обязан отстаивать своё звание в течение года с момента получения вызова претендента — общепризнанного маэстро;
6. чемпион не обязан защищать своё звание при наличии призового фонда менее 10 тысяч долларов США;
7. из общей суммы призового фонда чемпион получает 20 % в виде гонорара за участие в матче, из остающейся суммы победитель получает 60 %, проигравший — 40 %;
8. чемпион имеет право назначать срок начала матча. При наличии нескольких предложений на проведение матча от разных клубов или стран чемпион обязан принять наиболее выгодное, в противном случае он обязан представить арбитру матча обоснованный отказ;
9. после принятия вызова чемпионом, а также назначения арбитра и казначея матча претендент обязан внести казначею залог в размере 500 долларов США;
10. в случае серьёзной болезни чемпион вправе отсрочить начало матча, но не более чем на 40 дней. Если по истечении установленного срока чемпион вновь не может играть, он теряет своё звание;
11. каждый участник вправе выбрать себе секунданта;
12. выигравший звание чемпиона мира обязан защищать его на тех же условиях.

Лондонское соглашение было положено в основу регламента матча на первенство мира Капабланка — Алехин (1927), но уже матч на первенство мира Алехин — Боголюбов (1929) игрался с отклонениями от Лондонских соглашений. Существенным недостатком было сохранение диктата чемпиона, который был «согласен» (а не обязан) защищать звание на вышеперечисленных условиях.